# Huracán Allison (1995)
El huracán Allison fue el primer ciclón tropical y el primer huracán de la temporada de huracanes del Atlántico de 1995. Los orígenes del huracán Allison se formaron por medio de una onda tropical que se movía hacia el oeste, llegó al mar Caribe a finales de mayo y se organizó gradualmente durante los siguientes días.. Alrededor de las 00:00 UTC del 3 de junio de 1995, se desarrolló una depresión tropical a unas 265 millas (426 km) al este de la ciudad de Belice, Belice. La depresión inicialmente se movió hacia el noroeste antes de volver a girar hacia el norte. La depresión entró en el golfo de México y se fortaleció en la tormenta tropical Allison a las 12:00 UTC. A pesar de los vientos desfavorables en los niveles superiores, la tormenta se intensificó en un huracán unas 24 horas después. Allison luego alcanzó su punto máximo con vientos máximos sostenidos de 75 mph (121 km/h) y una presión barométrica mínima de 987 mbar. El aumento de la cizalladura del viento la debilitó a tormenta tropical a primeras horas del 5 de junio. A las 14:00 UTC, Allison tocó tierra cerca de Alligator Point, Florida, con vientos de 70 mph (110 km/h). Tras emerger brevemente sobre la bahía de Apalache, Allison impactó cerca de St. Marks con vientos de 105 km/h (65 mph). A primeras horas del 6 de junio, Allison se debilitó a depresión tropical, poco antes de convertirse en extratropical. Los remanentes continuaron hacia el noreste y posteriormente impactaron Terranova antes de disiparse cerca de Groenlandia el 11 de junio.
Al rozar Cuba, Allison produjo ráfagas de viento de hasta 103 km/h (64 mph) y hasta 460 mm (18 pulgadas) de lluvia. Treinta y dos estructuras resultaron dañadas o destruidas, causando una muerte. En Florida, se observaron marejadas ciclónicas de entre 6 y 8 pies (1,8 a 2,4 m) de altura en los condados de Dixie y Wakulla y de entre 2 y 6 pies (0,61 a 1,83 m) al este, lo que provocó una importante erosión de la playa y dañó 65 casas, 3 hoteles y un restaurante. En otras partes de Florida, los daños fueron en general menores, con un total de tan solo $860,000. En Georgia, hubo inundaciones y tornados menores, uno de los cuales causó daños por $800,000 en St. Marys. Algunas localidades del Atlántico canadiense informaron vientos con fuerza de tormenta tropical y fuertes lluvias.

## Historia meteorológica
El origen del sistema se remonta a una onda tropical que atravesó el Caribe oriental durante la última semana de mayo. La onda se fue organizando gradualmente al entrar en el Caribe occidental el 1 de junio. La circulación continuó cerrándose el 2 de junio y esa misma tarde se declaró depresión tropical Uno al este de Honduras.. La depresión se encontraba en un entorno de cizalladura inusualmente baja para principios de junio, al iniciar su trayectoria hacia el norte. Esto le permitió fortalecerse y convertirse en la tormenta tropical Allison la mañana del 3 de junio, al adentrarse en el Canal de Yucatán. A pesar de que la cizalladura del oeste comenzó a aumentar, la temperatura del agua permitió que Allison se fortaleciera gradualmente esa tarde y noche. Más tarde esa noche, mientras se encontraba entre la península de Yucatán y Cuba, Allison desarrolló un denso cielo nublado central circular y se convirtió en una tormenta tropical de alta intensidad. A medida que la tormenta emergió al Golfo de México, las aguas cálidas permitieron que Allison se fortaleciera aún más y se convirtió en huracán en la mañana del 4 de junio mientras viajaba casi hacia el norte.
Allison permaneció algo desorganizado, ya que no se veía ningún ojo, incluso cuando los vuelos de reconocimiento confirmaron que estaba en intensidad de huracán. La tormenta se mantuvo como un huracán mínimo durante todo el día del 4 de junio antes de comenzar a virar hacia el noreste, en respuesta a la cizalladura del suroeste. A última hora de la noche, la tormenta comenzó a debilitarse, bajando a intensidad de tormenta tropical a medida que se acercaba al área de Big Bend, Florida. La intensidad se estabilizó el 5 de junio hasta que tocó tierra esa mañana. Allison tocó tierra por primera vez alrededor de las 10:00 a. m. EDT (14:00 UTC) cerca de Alligator Point, Florida, como una tormenta tropical de alta intensidad con vientos de 70 mph (110 km/h). Reapareció brevemente sobre la bahía de Apalache y tocó tierra de nuevo cerca de St. Marks, Florida, aproximadamente una hora después, con vientos de 65 mph (100 km/h). Operacionalmente, Allison se consideró un huracán hasta que tocó tierra, y se consideró el huracán que tocó tierra más temprano en Estados Unidos durante algún tiempo.
Tras tocar tierra por última vez en Florida, Allison se debilitó rápidamente. Los vientos con fuerza de tormenta tropical continuaron sobre el este del Panhandle de Florida hasta bien entrada la tarde, mientras la tormenta avanzaba hacia el norte, rumbo a Georgia. Se debilitó a depresión tropical la noche del 5 de junio sobre el sur de Georgia. A primera hora del 6 de junio, Allison comenzó a transformarse en tormenta extratropical al interactuar con un frente cálido al noreste mientras cruzaba las Carolinas. El remanente de baja presión emergió al océano Atlántico frente a la costa de Cabo Hatteras esa misma noche. Luego, atravesó rápidamente el Atlántico occidental, cruzando el extremo oriental de Nueva Escocia el 8 de junio y Terranova el 9 de junio. Continuó hacia el norte por el mar de Labrador, disipándose el 11 de junio.

## Preparativos
En previsión de Allison, se emitieron alertas y vigilancias de ciclón tropical en Cuba, México y Florida. A las 09:00 UTC del 3 de junio, el gobierno cubano emitió una alerta de tormenta tropical para el extremo occidental del país. Seis horas después, el gobierno mexicano emitió una alerta de tormenta tropical desde Felipe Carrillo Puerto, Quintana Roo, hasta Tizimín, Yucatán. A medida que Allison avanzaba hacia el norte, se emitieron alertas y advertencias en Florida, comenzando con una advertencia de tormenta tropical para Dry Tortugas a las 21:00 UTC del 3 de junio. A las 09:00 UTC del día siguiente, el Centro Nacional de Huracanes emitió un aviso de tormenta tropical desde Anclote Key hasta Pensacola. El aviso de tormenta tropical se actualizó a una advertencia de huracán seis horas más tarde, simultáneamente a una nueva advertencia de tormenta tropical emitida desde el sur de Anclote Key hasta Bonita Beach.
El 4 de junio, el gobernador de Florida, Lawton Chiles, declaró el estado de emergencia para los condados del norte y centro de la costa del Golfo del estado. Se ordenaron evacuaciones obligatorias para partes de los condados de Citrus, Franklin, Jefferson, Liberty, Taylor y Wakulla. Aproximadamente 2700 personas fueron evacuadas de la Costa del Golfo de Florida. Aunque no se emitió una orden de evacuación obligatoria en el condado de Bay, 555 personas buscaron refugio de todos modos. En toda la región Big Bend de Florida, varias oficinas del condado, juzgados, escuelas y universidades, incluidas la Universidad Agrónoma y Mecánica de Florida, la Universidad Estatal de Florida y Tallahassee Community College, cerraron al menos un día parcial o completo el 5 de junio.

## Impactos

### Cuba
Se reportaron vientos con fuerza de tormenta tropical en toda la zona occidental de Cuba, con ráfagas máximas de 102 km/h (64 mph) en La Habana. También se reportaron fuertes lluvias de hasta 450 mm (18 pulgadas) en la zona. Treinta y dos casas resultaron dañadas o destruidas debido a las inundaciones. Una persona falleció en el oeste de Cuba y otras tres resultaron heridas. Las pérdidas económicas totales causadas por la tormenta fueron relativamente menores.

### Estados Unidos

#### Florida
En Florida, los peligrosos vientos de Allison derribaron líneas eléctricas, dejando a 48.000 residentes sin electricidad ni servicio telefónico. A lo largo de los 240 km (150 millas) del Big Bend de Florida, 65 viviendas costeras se inundaron y se produjo una extensa erosión costera como consecuencia de la marejada ciclónica. Tres hoteles y un restaurante sufrieron daños. En Apalachicola, tres barcos pesqueros quedaron inundados; la tormenta cerró un puente que une Apalachicola con la isla de St. George. La marejada ciclónica más alta en Florida alcanzó entre 1,8 y 2,5 m (6 y 8 pies) en los condados de Wakulla y Dixie, y entre 0,6 y 1,8 m (2 y 6 pies) al este. Un tornado generado por Allison tocó tierra en Jacksonville Beach, causando daños menores al derribar cables eléctricos y volcar vehículos. También se reportaron daños menores a los cultivos. No se reportaron muertes a causa de Allison en Florida. Los daños se estimaron en $860,000 en Florida, principalmente debido a la marejada ciclónica.

#### Georgia
La mayor parte de los daños en Georgia se debieron a varios tornados relacionados con Allison. El más significativo tocó tierra en la ciudad de St. Marys. Una escuela primaria quedó destruida y también se reportaron daños significativos en varios edificios de la Base Naval de submarinos Kings Bay. Otros tornados también tocaron tierra, pero los daños fueron mínimos. Los daños causados por el tornado se estimaron en $800,000 (USD de 1995).

### Provincias atlánticas de Canadá
Los remanentes de Allison provocaron lluvias y vientos más fuertes en gran parte de la región atlántica de Canadá. Las mayores precipitaciones se registraron en el oeste de Terranova, con un máximo de 133 mm (5,2 pulgadas). Los vientos alcanzaron un máximo de poco menos de 68 km/h (42 mph) en Bonavista, mientras que las ráfagas alcanzaron poco más de 89 km/h (55 mph) en el mismo lugar. Los daños fueron mínimos en Canadá.